# Valencija (kemija)
Valencija (kasnolat. valentia – snaga, sposobnost), u kemiji, je svojstvo atoma pojedinog kemijskog elementa da se spaja s određenim brojem atoma nekoga drugog elementa u kemijski spoj ili formulsku jedinku. Atom koji se uvijek spaja samo s jednim atomom drugog elementa naziva se jednovalentnim, pa se i za element koji sadrži takve atome kaže da je jednovalentan. Takvi su elementi na primjer vodik i klor, pa su se valencije ostalih elemenata određene brojem atoma jednovalentnog elementa s kojim se spaja jedan atom tog elementa. Prema tomu bi u spojevima HF, H2O, BCl3 i SiCl4 fluor bio jednovalentan, kisik dvovalentan, bor trovalentan i silicij četverovalentan. Međutim, za većinu elemenata takva stehiometrijska valencija nije stalna veličina, nego ovisi o broju elektrona koje je atom elementa angažirao kako bi se povezao s drugim atomima. Tako je na primjer dušik u dušikovu monoksidu (NO) dvovalentan, kao i kisik, a u dušikovu dioksidu (NO2) četverovalentan. Valenciju pišemo kao rimski broj iznad simbola elementa. Valencija brojčano odgovara nabojnom broju iona u ionskoj vezi.
Valencije atoma po skupinama:
- jednovalentni – atomi 1. i 17. skupine,
- dvovalentni – atomi 2. i 16. skupine te cink,
- trovalentni – atomi 13. i 15. skupine,
- četverovalentni – atomi 14. skupine,
- viševalentni – atomi ostalih skupina.

## Oksidacijski brojevi atoma
Umjesto pojma valencija, u suvremenoj se kemiji znatno više rabi pojam oksidacijskoga broja (oksidacijskoga stupnja). To je formalna veličina koja opisuje oksidacijsko stanje atoma, a određuje se kao broj elementarnih naboja koji bi ostali na promatranom atomu ako bi se elektronski parovi svih veza u bilo kojoj kemijskoj jedinki pripisali elektronajnegativnijem atomu,(elektronegativnost). Oksidacijski broj može biti pozitivan (predznak + se izostavlja), negativan i nula, a piše se iznad simbola atoma rimskim brojem. Pri imenovanju kemijskih spojeva oksidacijski se broj piše odmah iza naziva elementa, u okrugloj zagradi, npr. željezov (II) sulfat za FeSO4. Ako element ima samo jedno oksidacijsko stanje, oksidacijski se broj u njegovim spojevima ne piše; takav je na primjer aluminij, kojemu je oksidacijski broj uvijek III. 
Oksidacijski se broj određuje prema dogovorenim pravilima: 
- oksidacijski broj atoma ili molekule elementa u elementarnom stanju uvijek je jednak nuli;
- oksidacijski broj vodika uvijek je I, osim u metalnim hidridima, u kojima je –I;
- oksidacijski broj kisika uvijek je –II, osim u peroksidima, u kojima je –I, a samo je u spoju s fluorom I;
- oksidacijski broj svih jednoatomnih iona (gradivne čestice ionskih spojeva) jednak je naboju iona, na primjer oksidacijski broj kalcija u ionu Ca2+ je II, a klora u kloridnom ionu Cl– je –I;
- zbroj oksidacijskih brojeva svih atoma u neutralnoj molekuli ili formulskoj jedinki mora biti jednak nuli;
- zbroj oksidacijskih brojeva atoma u višeatomnim ionima mora biti jednak naboju iona;
- u kovalentnim spojevima oksidacijski broj nekog atoma jednak je zamišljenomu naboju koji ostaje na tom atomu kada se zajednički elektronski parovi dodijele elektronegativnijem atomu;
- oksidacijski broj fluora (najelektronegativniji element) uvijek je –I;
- oksidacijski broj alkalijskih elemenata uvijek je I, a zemnoalkalijskih II.

Poznavanje oksidacijskoga broja nužno je pri rješavanju kemijskih jednadžbi koje opisuju redoks reakcije.

## Primjeri
| Kemijski spoj         | Jednakost | VALENCIJA    | Oksidacijski broj |
| --------------------- | --------- | ------------ | ----------------- |
| Klorovodik            | HCl       | H=1 Cl=1     | H=+1 Cl=−1        |
| Perklorna kiselina*   | HClO4     | H=1 Cl=7 O=2 | H=+1 Cl=+7 O=−2   |
| Natrijev hidrid       | NaH       | Na=1 H=1     | Na=+1 H=−1        |
| Željezov(II) oksid**  | FeO       | Fe=2 O=2     | Fe=+2 O=−2        |
| Željezov(III) oksid** | Fe2O3     | Fe=3 O=2     | Fe=+3 O=−2        |

(*) Ion perklorata (ClO4−) ima valenciju 1.
(**) Željezov oksid se pojavljuje kao kristal, a ne kao tipična molekula.
Postoje primjeri gdje se brojčana vrijednost valencije i oksidacijskog broja razlikuju zbog vrste kemijske veze između atoma:
| Kemijski spoj    | Jednakost | VALENCIJA | Oksidacijski broj |
| ---------------- | --------- | --------- | ----------------- |
| Klor             | Cl2       | Cl=1      | Cl=0              |
| Vodikov peroksid | H2O2      | H=1 O=2   | H=+1 O=−1         |
| Etin (acetilen)  | C2H2      | C=4 H=1   | C=−1 H=+1         |
| Živin(I) klorid  | Hg2Cl2    | Hg=2 Cl=1 | Hg=+1 Cl=−1       |

Postoje primjeri gdje se brojčana vrijednost valencije i oksidacijskog broja razlikuju zbog polariteta kemijske veze između atoma. Tako na primjer kod diklormetana CH2Cl2, ugljik ima valenciju 4 dok je oksidacijski broj 0.